# 揚博爾市鎮

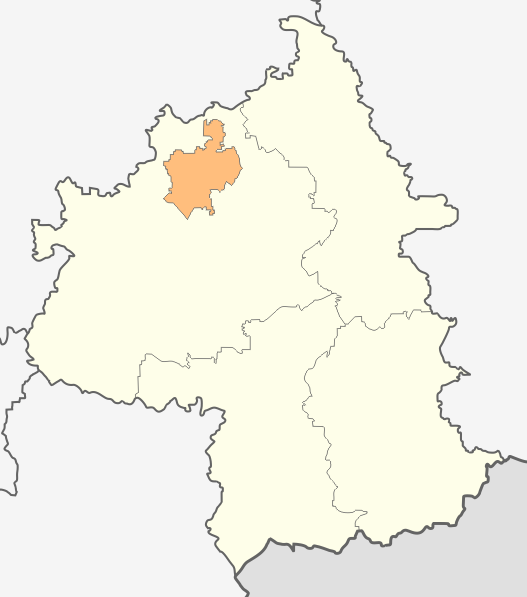

揚博爾市，是保加利亞的城鎮，位於該國東南部，由揚博爾州負責管轄，首府設於揚博爾，面積90.72平方公里，2011年人口74,132，人口密度每平方公里817.15人。